# John Henson
John Morris Henson (Stamford, 11 luglio 1967) è un attore, comico e conduttore televisivo statunitense.

## Biografia
John Henson è nato a Stamford, nel Connecticut, l'11 luglio 1967. Figlio di  Joe Henson e Barbara Wright, ha quattro fratelli più grandi, uno dei quali, Dan Henson, è il Presidente e CEO di GE Capital. Ha studiato recitazione presso la Boston University. Ha recitato in diverse produzioni teatrali come Rosencrantz and Guildenstern Are Dead, Conduct Unbecoming, Heinous Crimes and Other Delights, The Greenhouse Effect and Remote Evolution.

## Carriera
Henson ha iniziato la sua carriera come cabarettista ed ha iniziato ad apparire nei film a metà degli anni '90.
Dal 2005 al 2007 Henson è stato il co-conduttore di Watch This!, uno show televisivo in onda ogni giorno sul canale TV Guide. Henson ha anche prodotto numerosi segmenti del settore dell'intrattenimento per MSNBC e CNN. 
A partire dal 2008, Henson ha avuto un piccolo ruolo ricorrente come un giornalista locale nel telefilm My Name Is Earl.
Dal 2008 Henson co-conduce, insieme al giornalista sportivo John Anderson, un game-show sulla ABC, Wipeout. Henson finisce sempre lo show con lo slogan "Good night and Big Balls" (Buona notte e Grandi palle), un riferimento al simbolo del programma.
È apparso nel video musicale dei Blink-182 della loro canzone What's My Age Again? nel ruolo del presentatore della serie tv dove irrompono i tre membri della band.

## Filmografia parziale

### Conduttore
- The View
- Politically Incorrect
- Caroline's Comedy Hour
- The John Henson Project (2004)
- Wipeout (2008-oggi)
- Chi vuol essere milionario? (2010)

### Serie televisive
- Remember WENN (1997, 1 episodio)
- My Name is Earl (2009)
- Austin & Ally (2011-in produzione)
- Anger Management (02x84)

### Film
- Piacere, Wally Sparks (1997)
- Stag (1997)
- Bar Hopping (2002)
- Life Without Dick (2002)

## Doppiatori italiani
- Vittorio Guerrieri in Austin & Ally